# Michael Crandall
Michael Grain Crandall (Baton Rouge, 29 de novembro de 1940) é um matemático estadunidense.